# Rolf Lie
Rolf Lie (Bergen, 20 de maig de 1889 – Tønsberg, 18 de juny de 1959) va ser un gimnasta artístic noruec que va competir a començaments del segle xx. Era germà del també gimnasta Alf Lie.
El 1912 va prendre part en els Jocs Olímpics d'Estocolm, on va guanyar la medalla d'or en el concurs per equips, sistema lliure del programa de gimnàstica.